# Intoxication à l'éthylène glycol
L’intoxication à l'éthylène glycol est provoquée par l’ingestion de ce composé. Les cas d'intoxication des animaux domestiques et des enfants sont très loin d'être rares. En effet son goût sucré attire et ce produit est assez courant.   
L’éthylène glycol est le plus souvent rencontré dans l’industrie automobile et le chauffage comme principal ingrédient d’antigels et de liquides de frein. Il s’agit d’un liquide non volatil extrêmement toxique, incolore, inodore, avec un goût sucré. Après l’ingestion, les symptômes de l’intoxication suivent une progression en trois étapes après l’intoxication et les vomissements, d’abord l’acidose métabolique, puis les troubles cardiovasculaires et enfin l’insuffisance rénale aiguë. La principale cause de sa toxicité n’est pas due à l’éthylène glycol lui-même, mais aux métabolites de l’éthylène glycol après qu’il a été métabolisé. Les métabolites principaux responsables de sa toxicité sont l’acide glycolique et l’acide oxalique.
La méthode de diagnostic médical de l'intoxication considérée comme la  plus fiable est la mesure de l'éthylène glycol dans le sang. Cependant, de nombreux hôpitaux ne disposent pas des équipements nécessaires pour effectuer ce test et ont besoin de s'appuyer sur des anomalies biochimiques de l’organisme pour diagnostiquer l'intoxication. Le diagnostic peut aussi être aidé par l'examen d'urine avec la présence de cristaux d'oxalate de calcium. Le traitement consiste d'abord à stabiliser le patient par le recours à des antidotes. Les antidotes utilisés sont l’éthanol ou le fomépizole. Les antidotes agissent en bloquant l’enzyme responsable du métabolisme de l'éthylène glycol et donc, en arrêtant la progression de l'intoxication. L’hémodialyse est aussi utilisée pour aider à l’élimination de l'éthylène glycol et de ses métabolites présents dans le sang. Lorsque le traitement médical est entrepris, le pronostic est généralement bon et la plupart des patients se rétablissent complètement. L’intoxication est relativement répandue et en raison de son goût sucré, les enfants et les animaux consomment parfois de grandes quantités d'éthylène glycol. Le benzoate de dénatonium, un produit amer, est ajouté à de nombreux produits antigels pour tenter d'éviter leur ingestion.

Éthylène glycol

## Toxicité
On a d’abord cru que l'éthylène glycol était inoffensif, en 1931 on a suggéré de l’utiliser comme véhicule ou solvant pour des préparations pharmaceutiques injectables. De nombreux cas d'intoxication ont été signalés depuis et il s’est révélé très toxique pour l'homme. La dose toxique nécessitant un traitement médical est difficile à déterminer, mais on la situe habituellement à 0,1 ml de substance pure par kg de poids corporel (ml / kg). Les centres antipoison considèrent souvent qu’au-dessus d’une lampée pour un enfant ou d’une gorgée pour un adulte, il est nécessaire d'évaluer la dose à l'hôpital. On estime la dose létale par voie orale pour l'homme à environ 1,4 ml / kg d'éthylène glycol. Bien qu’avec un traitement médical on ait observé une survie avec des doses beaucoup plus élevées, la mort survient avec seulement 30 ml de produit concentré chez l’adulte,,.
L'éthylène glycol a une faible pression de vapeur, il ne peut donc pas s’évaporer facilement dans des conditions normales de température et, par conséquent, l'intoxication est peu susceptible de se produire après exposition par inhalation de fortes concentrations dans l'atmosphère. Il peut exister un léger risque d'intoxication en cas de génération de vapeurs ou de brouillards, bien que cela mène rarement à un empoisonnement parce que l'éthylène glycol provoque des irritations et de la toux lorsqu’il est inhalé, alertant les victimes  potentielles de sa présence. L'éthylène glycol n’est pas bien absorbé à travers la peau et un empoisonnement suivant une exposition cutanée est également rare.

## Signes et symptômes
Les symptômes de l'intoxication par l'éthylène glycol suivent généralement une progression en trois étapes, bien que les personnes intoxiquées puissent ne pas développer toujours chaque étape.
- Étape 1 (de 0,5 à 12 heures).Elle se compose de symptômes neurologiques et gastro-intestinaux; les victimes peuvent paraître ivres, présentant des symptômes tels que des vertiges, une  incoordination des mouvements musculaires, un nystagmus, des céphalées, des troubles de l'élocution et de la confusion. L’irritation de l'estomac peut provoquer des nausées et des vomissements[5]. Au bout d’un certain temps, le corps  métabolise l'éthylène glycol pour produire d'autres substances toxiques.
- Étape 2 (12 à 36 heures). Elle est le résultat de l'accumulation d’acides organiques produits par le métabolisme de l'éthylène glycol et se manifeste par une  accélération du rythme cardiaque, une  hypertension, une hyperventilation et une acidose métabolique. En outre une  chute du taux de calcium dans le sang, une exagération des réflexes musculaires, des  spasmes musculaires, un allongement de l’intervalle QT, et une insuffisance cardiaque peuvent se produire. En l’absence de traitement, la mort survient le plus souvent au cours de cette période[5].
- Étape 3 (24 à 72 heures) de l’intoxication par l'éthylène glycol. Elle est le résultat de l’atteinte rénale. Les symptômes comprennent la nécrose tubulaire aiguë, l’hématurie (présence de globules rouges dans les urines), la protéinurie (présence d’albumine dans les urines), douleur lombaires, l’oligurie (diminution de la production d’urine), l’anurie (absence de production d'urine), l’hyperkaliémie (niveau élevé de potassium dans le sang) et l'insuffisance rénale aiguë[12],[13]. Si l'insuffisance rénale survient, elle est généralement réversible, bien que des semaines ou des mois de soins, y compris par hémodialyse puissent être nécessaires avant la récupération de la  fonction rénale[5].

## Physiopathologie

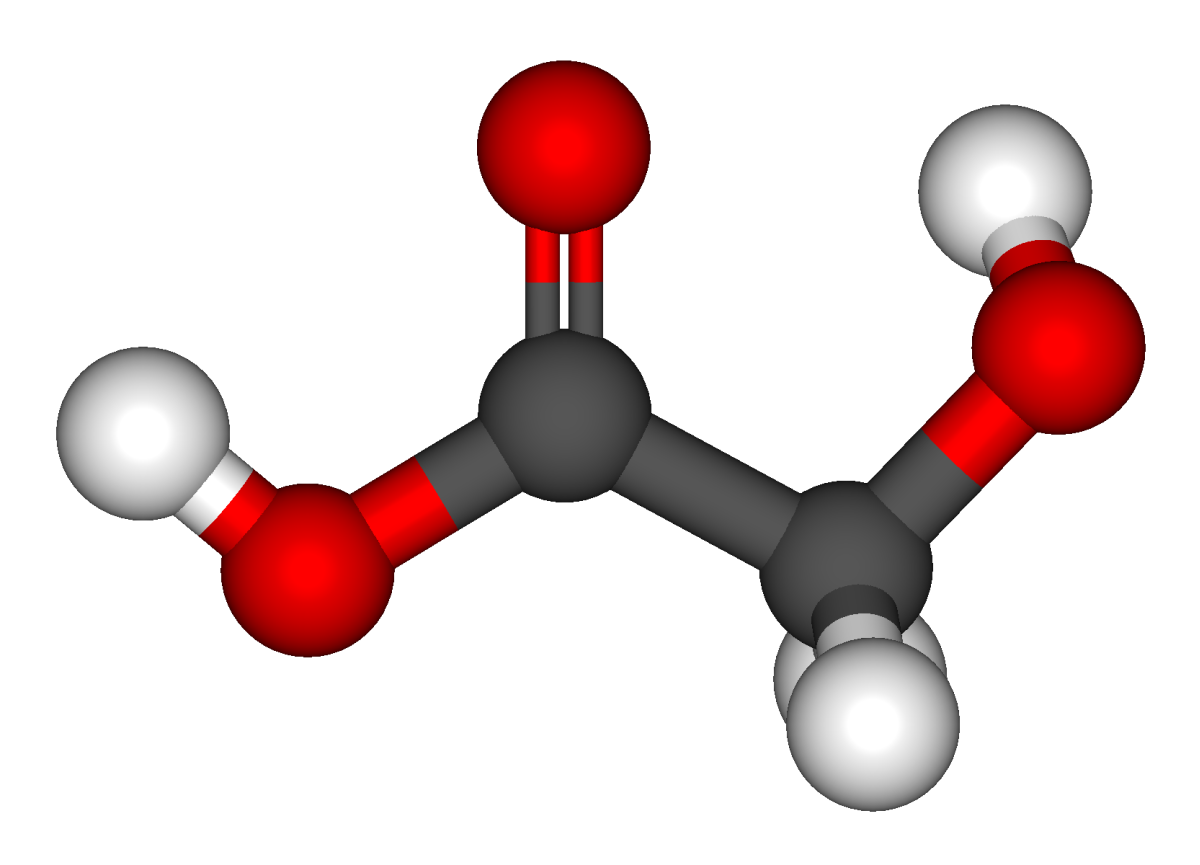
L’acide glycolique est le principal métabolite responsable de la toxicité de l’éthylène glycol.

Les trois principaux systèmes affectés par l'intoxication à l'éthylène glycol sont le système nerveux central, les voies métaboliques et les reins. Le système nerveux central est le premier touché au cours de l'intoxication par effet toxique direct de l'éthylène glycol. De la même manière que l’éthanol, il provoque une intoxication, suivi de somnolence ou de coma. Des convulsions peuvent se produire en raison d'un effet toxique direct du produit. Le mécanisme de l’intoxication par l'éthylène glycol est principalement lié à l’action des métabolites de l'éthylène glycol. Au départ, il est métabolisé par l’alcool déshydrogénase en glycolaldéhyde qui est alors oxydé en acide glycolique. L'élévation des métabolites peut provoquer une encéphalopathie ou un œdème cérébral. Les effets métaboliques se produisent 12 à 36 heures après l'ingestion, ce qui provoque principalement une acidose métabolique, principalement due à l’accumulation d'acide glycolique. En outre, comme effet secondaire des deux premières étapes du métabolisme, il se produit une augmentation de la concentration sanguine d’acide lactique contribuant à l’acidose lactique. La formation de métabolites acides provoque également l'inhibition de l'autre voie métabolique, comme la phosphorylation oxydative.
L’atteinte rénale par l'éthylène glycol se produit 24 à 72 heures après l'ingestion et est provoquée par un effet cytotoxique de l'acide glycolique. L'acide glycolique est ensuite métabolisé en acide glyoxylique et, enfin, en acide oxalique. L'acide oxalique se lie au calcium pour former des cristaux d'oxalate de calcium qui peuvent se déposer et causer des dommages dans de nombreuses régions du corps, y compris le cerveau, le cœur, les reins et les poumons. L'effet le plus significatif est l'accumulation de cristaux d’oxalate de calcium dans les reins qui provoque des lésions rénales conduisant à l’oligurie ou l’anurie et l’insuffisance rénale aiguë. Le facteur de limitation dans cette cascade est la conversion d’acide glyoxylique en acide glycolique. L'accumulation d'acide glycolique dans le corps est le principal facteur responsable de la toxicité du produit.

## Diagnostic
Comme les signes cliniques et les symptômes de l'intoxication par l'éthylène glycol ne sont, pour la plupart, pas spécifiques et se produisent dans de nombreuses autres intoxications, le diagnostic est souvent difficile. Le moyen diagnostique le plus fiable est la mesure du taux  sanguin d'éthylène glycol. L'éthylène glycol peut facilement être dosé dans les liquides biologiques par chromatographie en phase gazeuse. De nombreux laboratoires hospitaliers n'ont pas la capacité de réaliser ces dosages sanguins et en l'absence de ce test, le diagnostic doit être basé sur l’aspect clinique du patient. Dans cette situation, un examen utile pour le diagnostic de l'intoxication est la mesure du trou osmolaire. L’osmolalité du sérum des patients est mesurée par l’abaissement du point de congélation et ensuite par sa comparaison avec l'osmolarité prédite sur la base de la mesure chez les patients du taux de sodium, de glucose, d’urée et la quantité d’éthanol qui peut avoir été ingérée. La présence d'un grand trou osmolaire conforte le diagnostic d'intoxication à l'éthylène glycol. Toutefois, un trou osmolaire normal n'exclut pas l’exposition à l'éthylène glycol du fait d’une grande variabilité individuelle,.

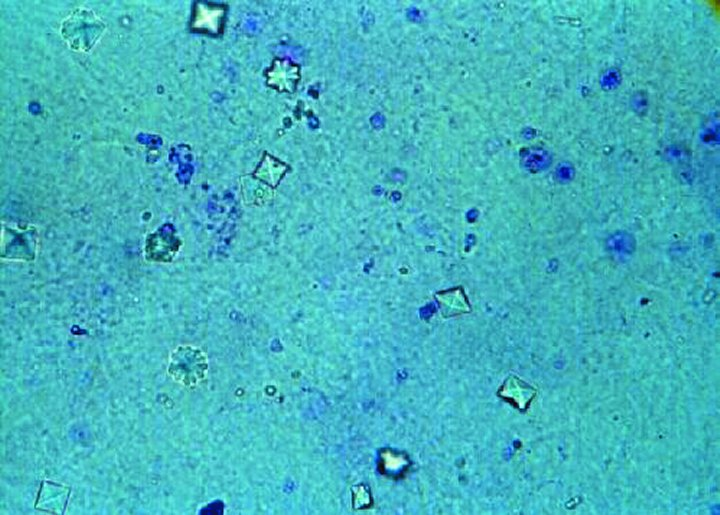
Examen au microscope montrant des cristaux d’oxalate de calcium dans les urines

 L’agrandissement du trou osmolaire est provoqué par l'éthylène glycol lui-même. Au fur et à mesure que la dégradation métabolique de l'éthylène glycol progresse, le taux d'éthylène glycol diminue dans le sang et la mesure du trou osmolaire est moins utile. En outre, la présence d'autres alcools tels que l’éthanol, l’isopropanol, ou le méthanol ou des troubles tels que l’acidocétose, l’acidocétose diabétique, ou l’acidose lactique, ou encore l’insuffisance rénale peuvent également produire un trou osmolaire important conduisant à un mauvais diagnostic.
D'autres anomalies des examens de laboratoire peuvent suggérer une intoxication, en particulier la présence d'une acidose métabolique, notamment si elle se caractérise par un grand trou anionique. Cette acidose avec trou anionique est généralement présente dans la phase initiale de l'intoxication. Toutefois, il existe un grand nombre de diagnostics différentiels de l'acidose, y compris l'intoxication au méthanol, à l’acide salicylique, par le fer, l’isoniazide, le paracétamol, la théophylline, ou des troubles tels que l’urémie et l’acidocétose diabétique ou alcoolique. Le diagnostic d'intoxication par l'éthylène glycol doit être évoquée chez le patient présentant une forte acidose. L’examen au microscope des urines peut révéler des cristaux d'oxalate de calcium en forme d’aiguilles ou d'enveloppe qui peuvent orienter vers le diagnostic, même si ces cristaux peuvent être absents jusqu'à la dernière étape de l'intoxication. Enfin, de la fluorescéine a été ajoutée à de nombreux produits antigels pour permettre aux fuites de radiateur d'être détectées au moyen d’une lampe de Wood. Après l'ingestion de produits antigels contenant de l'éthylène glycol et de la fluorescéine, une lampe de Wood peut révéler une fluorescence de la bouche d'un patient, de ses vêtements, des vomissements, ou des urines qui peut aider au diagnostic de l’intoxication,.

## Traitement
Le traitement initial consiste à stabiliser le patient et à procéder à l’élimination du produit contenu dans l’estomac. Du fait que l'éthylène glycol est rapidement absorbé, la décontamination gastrique doit être effectuée peu de temps après l'ingestion pour être bénéfique. Le lavage gastrique ou l’aspiration par sonde nasale du contenu gastrique sont les méthodes les plus employées dans l’intoxication par l'éthylène glycol. L'utilité d'un lavage gastrique a toutefois été remise en question et il n'est désormais plus utilisé en routine dans les situations d'intoxication.Il n'est pas recommandé de provoquer des vomissements par le sirop d'ipéca. Comme le charbon activé n’absorbe pas les glycols, son utilisation n'est pas recommandée car elle ne serait pas efficace pour empêcher l'absorption,. Il est seulement utilisé en présence d’une dose toxique d’un autre produit ou médicament. Les patients intoxiqués sont souvent dans un état critique. Dans cette situation la  stabilisation du patient, notamment le contrôle des voies respiratoires par l’ intubation est le geste initial le plus important. Les patients présentant une acidose métabolique ou des convulsions ont besoin respectivement de bicarbonate de sodium et d'un traitement anti-convulsivant comme les benzodiazépines. Le bicarbonate de sodium doit être utilisé avec prudence car il peut aggraver une hypocalcémie en augmentant la liaison des protéines plasmatiques avec le calcium. Si elle survient, l’hypocalcémie peut être traitée par le calcium bien que la supplémentation en calcium comporte le risque d’augmenter la précipitation des cristaux d'oxalate de calcium conduisant à des lésions tissulaires.
Après la décontamination et l'institution de mesures de réanimation, la priorité suivante est l'inhibition du métabolisme de l'éthylène glycol en utilisant  un antidote. Les antidotes de l'éthylène glycol sont l’éthanol ou le fomépizole. Cette forme de traitement antidote est la clef de voûte du contrôle de l’intoxication par l'éthylène glycol. L'éthanol n'est pas un inhibiteur de l'alcool déshydrogénase car l’ADH métabolise également l'éthanol. L'éthanol agit par compétition avec l'éthylène glycol auprès de l'alcool déshydrogénase. L'éthanol de qualité pharmaceutique est généralement administré par voie intraveineuse en solution à 5 ou 10 % dans un soluté de glucose à 5 %, mais il est également parfois donné par voie orale sous la forme d'une eau de vie comme le whisky, la vodka, ou le gin. L'alcool déshydrogénase a une affinité environ 100 fois plus forte pour l'éthanol que pour l'éthylène glycol, le traitement par l'éthanol sature l'enzyme en inhibant le métabolisme de l’éthylène glycol, limitant ainsi la formation de métabolites toxiques.
Le fomépizole est un puissant inhibiteur de l'alcool déshydrogénase, similaire à l'éthanol, il agit en bloquant la formation de métabolites toxiques,. Il a été démontré que le fomépizole était un antidote très efficace de l’intoxication par l'éthylène glycol,. Il est le seul antidote approuvé par la FDA des États-Unis pour le traitement de l'intoxication à l'éthylène glycol. Les deux antidotes ont des avantages et des inconvénients. L'éthanol est facilement disponible dans la plupart des hôpitaux, peu coûteux, et peut être administré par voie orale ainsi que par voie intraveineuse. Ses effets néfastes sont l’intoxication, l’hypoglycémie chez l’enfant et une possible toxicité hépatique. Les patients recevant le traitement par l’éthanol nécessitent également de fréquentes mesures du niveau d'éthanol dans le sang et l’ajustement des dosages pour maintenir une concentration efficace d'éthanol. Les patients doivent donc être suivis dans une unité de soins intensifs. À l’inverse, les effets indésirables du fomépizole sont minimes et le schéma posologique approuvé permet de maintenir des concentrations thérapeutiques sans avoir à surveiller le taux sanguin de la molécule. L'inconvénient du fomépizole est son prix élevé. Il coûte 1000 USD par gramme, le coût moyen d’un traitement utilisé pour l'intoxication d'un adulte est d’environ  3500 à 4000 $,. Malgré son coût, le fomépizole remplace progressivement l'éthanol comme  antidote de choix dans l’intoxication par l'éthylène glycol,. L’adjonction d’agents, comme la thiamine et la pyridoxine est fondée sur le fait qu'ils peuvent aider à prévenir la formation d'acide oxalique. L'emploi de ces agents est basée sur des observations théoriques et il existe peu de preuves à l'appui de leur usage en thérapeutique, leur usage pourrait être particulièrement bénéfique chez les personnes qui pourraient être carencés en vitamines de ce type, tels que les patients malnutris ou alcooliques.
En plus des antidotes, un traitement important de l'intoxication est l'emploi de l’hémodialyse. L'hémodialyse est utilisée pour améliorer l'élimination de l'organisme de l’éthylène glycol non-métabolisé, ainsi que ses métabolites. Il a été démontré que cette méthode était très efficace pour l'élimination de l'éthylène glycol et de ses métabolites contenus dans le sang,. L’hémodialyse a également l'avantage de corriger les autres anomalies métaboliques ou de pallier la détérioration de la fonction rénale. L'hémodialyse est généralement indiquée chez les patients atteints d'acidose métabolique sévère (pH sanguin inférieur à  7,3), d'insuffisance rénale sévère, de déséquilibre électrolytique, ou les patients dont l'état se détériore malgré le traitement,. Le traitement antidote et l'hémodialyse sont souvent utilisés ensemble dans le traitement de l'intoxication. Du fait que l'hémodialyse va également éliminer les antidotes contenus  dans le sang, les doses d'antidotes doivent être augmentées pour compenser. Si l'hémodialyse n’est pas disponibles, alors la dialyse péritonéale permet également d’éliminer l'éthylène glycol, bien que d’une façon moins efficace.

## Pronostic
En général, si le patient est traité et survit, une guérison complète est attendue. Les patients qui se présentent tôt aux urgences médicales et ont rapidement un traitement médical auront en général une issue favorable. Inversement, les patients se présentant en retard et déjà dans le coma, présentant une hyperkaliémie, des convulsions, ou une acidose sévère ont un mauvais pronostic. Les patients qui développent des manifestations sévères du système nerveux central ou un accident vasculaire cérébral et qui survivent, peuvent présenter un dysfonctionnement neurologique à long terme, dans certains cas ils peuvent récupérer, bien que la convalescence puisse se prolonger,,,. Les complications les plus importantes à long terme sont liées à la fonction rénale. Des cas de lésion rénale irréversible, nécessitant le plus souvent une dialyse chronique ou une transplantation rénale, ont été signalés après de graves intoxications,.

## Épidémiologie
L’intoxication par l'éthylène glycol est relativement fréquente dans le monde entier,,,.Les cas humains d'intoxication surviennent souvent de façon isolée, mais peuvent également se produire sous forme d’épidémies,,. De nombreux cas d'intoxication sont le résultat de l’utilisation d'éthylène glycol comme substitut bon marché de l'alcool ou d’ingestions intentionnelles au cours de tentatives de  suicide. Moins fréquemment, il a été utilisé dans un but d’homicide,. Des enfants ou des animaux peuvent être exposés par ingestion accidentelle, les enfants et souvent les animaux en consomment de grandes quantités en raison de la saveur sucrée de l'éthylène glycol. Aux États-Unis, il y eut 5 816 cas signalés aux centres antipoisons en 2002. En outre, l'éthylène glycol est la cause la plus fréquente de décès liée à des produits chimiques signalés par les centres antipoisons des États-Unis en 2003. En Australie, il y a eu 17 cas signalés par les centres antipoisons de l’État de Victoria et 30 cas signalés aux centres antipoisons de la Nouvelle-Galles du Sud en 2007,. Toutefois, ces données peuvent sous-estimer les chiffres réels parce que tous les cas imputables à l'éthylène glycol ne sont pas signalés aux centres antipoisons.
La plupart des décès lies à l'éthylène glycol sont des suicides intentionnels, les décès d'enfants dus à l'ingestion involontaire sont extrêmement rares.
Dans un effort visant à prévenir l'intoxication, un agent amer appelé benzoate de denatonium, connu sous le nom commercial de Bitrex, est souvent ajouté à l'éthylène glycol pour éviter l’ingestion accidentelle ou intentionnelle. L’agent amer est censé mettre fin à l'ingestion en se fondant sur la fait que la principale défense de l'homme contre l'ingestion de substances nocives est le rejet des substances amères. Aux États-Unis, trois États (Oregon, Californie, Nouveau-Mexique) ont rendu obligatoire l’ajout d’agents amers dans l'antigel,. Les études évaluant l'efficacité des agents amers dans la prévention de l’intoxication ou de la mortalité ont cependant montré un effet limité de l’adjonction de préparations amères à l'éthylène glycol,.